# Amy Jo Johnson
Amy Jo Johnson (Capo Cod, 6 ottobre 1970) è un'attrice, regista e musicista statunitense naturalizzata canadese.
È nota per i ruoli di Kimberly Hart nella serie televisiva Power Rangers, di Julie Emrick nella serie TV Felicity, e di Jules Callaghan nella serie televisiva Flashpoint.

## Biografia
A diciassette anni smise l'attività ginnica per seguire le sue aspirazioni recitative, apparendo in varie rappresentazioni teatrali.
Una volta diplomata, fu a New York per studiare recitazione all'American Musical Dramatic Academy.
Dopo due anni si trasferì in California dove grazie ai suoi precedenti da ginnasta ottenne il ruolo di Kimberly nella serie televisiva Power Rangers.
Nel 1998 decise di lasciare la serie televisiva Felicity per assistere la madre malata di tumore dell'utero, a causa del quale morì ad agosto di quell'anno.
Tornò quindi a lavorare in varie rappresentazioni teatrali, oltre a pellicole e serie TV destinate al piccolo schermo, quali The Division e Flashpoint.
Dal 1º dicembre 2008 è madre di Francesca Christine Giner, avuta con il compagno, il canadese Olivier Giner sposato l'anno successivo; per matrimonio possiede quindi la cittadinanza canadese dal 2015.
Nel tempo libero Johnson è anche musicista, chitarrista nella band dei Valhalla, nonché pittrice.

## Filmografia

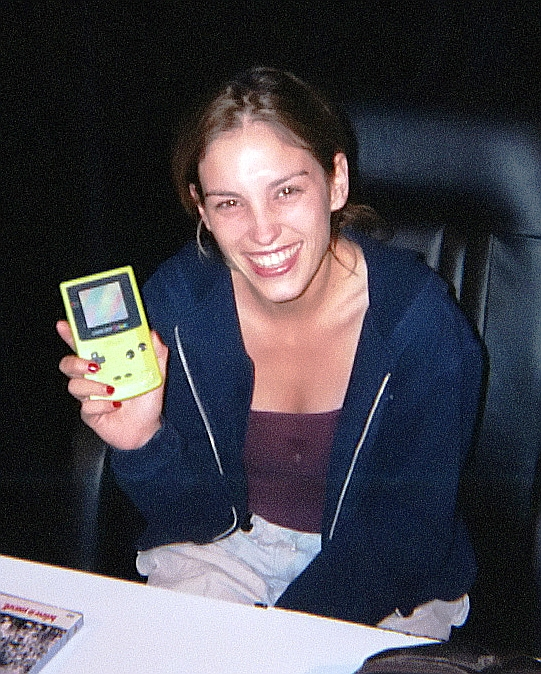
Johnson nel 2000

### Cinema
- Power Rangers - Il film (Mighty Morphin Power Rangers: The Movie), regia di Bryan Spicer (1995)
- Turbo Power Rangers - Il film (1997)
- Cold Hearts, regia di Robert A. Masciantonio (1999)
- Sweetwater: A True Rock Story, regia di Lorraine Senna (1999)
- Pursuit Of Happiness, regia di John Putch (2001)
- Interstate 60, regia di Bob Gale (2002)
- Infested - Lo sciame (Infested), regia di Josh Olson (2002)
- Magma - Disastro infernale (Magma: Volcanic Disaster), regia di Ian Gilmore (2005)
- Veritas, Prince of Truth (2007)
- Summer Song (2011)
- Tiger Eyes, regia di Lawrence Blume (2012)
- Bent, regia di Amy Jo Johnson (2013)

### Televisione
- Power Rangers (Mighty Morphin Power Rangers) – serie TV, 137 episodi (1993-1995)
- Susie Q – film TV, regia di John Blizek (1996)
- Turbo Power Rangers - Il film (Turbo: A Power Rangers Movie), regia di Shuki Levi e David Winning – film TV (1997)
- Per un corpo perfetto (Perfect Body), regia di Douglas Barr – film TV (1997)
- L'ultima lezione del professor Griffin (Killing Mr. Griffin), regia di Jack Bender – film TV (1997)
- Felicity – serie TV, 42 episodi (1998-2002)
- E.R. - Medici in prima linea (ER) – serie TV, episodio 8x08 (2001)
- Spin City – serie TV, 1 episodio (2002)
- La vendetta di McKay (Hard Ground), regia di Frank Dobbs – film TV (2003)
- The Division – serie TV, 22 episodi (2004)
- Wildfire – serie TV, 7 episodi (2005-2007)
- A proposito di Brian (What About Brian) – serie TV, episodi 1x01-2x04-2x05 (2006)
- Nella mente di Kate (Fatal Trust), regia di Philippe Gagnon – film TV (2006)
- Flashpoint – serie TV, 75 episodi (2008-2012)
- Tornando a casa per Natale (Coming Home for Christmas), regia di Vanessa Parise – film TV (2013)
- Covert Affairs – serie TV, 8 episodi (2014)

## Doppiatrici italiane
Nelle versioni in italiano dei suoi film e serie televisive, Amy Jo Johnson è stata doppiata da:
- Patrizia Scianca in Power Rangers, Power Rangers - Il film, Turbo Power Rangers - Il film
- Cristina Giachero in L'ultima lezione del professor Griffin
- Emanuela D'Amico in Felicity
- Federica De Bortoli in Flashpoint
- Domitilla D'Amico in A proposito di Brian (ep. 1x01)
- Myriam Catania in A proposito di Brian (ep. 2x04-05)
- Laura Lenghi in Covert Affairs
- Rossella Acerbo in Interstate 60

## Discografia

### Album
- 1999 - Felicity (Soundtrack)
- 1999 - Sweetwater (Soundtrack)
- 2001 - The Trans-American Treatment
- 2005 - Imperfect
- 2008 - Souvenirs

### EP
- 2007 - Since You're Gone

### Singoli
- 2008 - Dancing In-Between